# Spilarctia xanthogaster
Spilarctia xanthogaster là một loài bướm đêm thuộc phân họ Arctiinae, họ Erebidae.